# Liste des ponts sur l'Hérault
Pour les articles homonymes, voir Hérault.
La liste des ponts sur l'Hérault recense les ponts présents sur le cours d'eau français de l'Hérault. Il y a 58 ponts traversant l'Hérault.

## Ponts présents sur le cours d'eau de l'Hérault
(Le classement étant fait de l'amont vers l'aval, il a été volontairement inversé les colonnes Rives droite et gauche).

### Pont dans ledépartement de la Lozère
| Image                                                                 | Pont                                                              | Rive droite | Rive gauche | Longueur totale | Localisation et altitude                       | Type du pont                      | Route / voie ferrée                         | Année | Monument historique |
| --------------------------------------------------------------------- | ----------------------------------------------------------------- | ----------- | ----------- | --------------- | ---------------------------------------------- | --------------------------------- | ------------------------------------------- | ----- | ------------------- |
| Image manquante.                                                      | Source de l'Hérault                                               | Meyrueis    | Meyrueis    |                 | 44° 06′ 54,29″ N, 3° 32′ 38,18″ E Alt. 1 436 m | Source sur la commune de Meyrueis | À 220 m de la limite du département du Gard |       |                     |
| Image manquante.                                                      | Passage de la zone tampon de la réserve de biosphère des Cévennes | Meyrueis    | Meyrueis    |                 | 44° 06′ 52,01″ N, 3° 32′ 45,87″ E Alt. 1 412 m | Pont à voûtes                     | Chemin vicinal                              |       |                     |
| Sortie du département de la Lozère -44° 06′ 51,85″ N, 3° 32′ 46,64″ E |                                                                   |             |             |                 |                                                |                                   |                                             |       |                     |

### Ponts dans ledépartement du Gard
| Image                                                                 | Pont                                                                | Rive droite                                           | Rive gauche                                           | Longueur totale | Localisation et altitude                       | Type du pont  | Route / voie ferrée   | Année | Monument historique |
| --------------------------------------------------------------------- | ------------------------------------------------------------------- | ----------------------------------------------------- | ----------------------------------------------------- | --------------- | ---------------------------------------------- | ------------- | --------------------- | ----- | ------------------- |
| Entrée dans le département du Gard -44° 06′ 51,85″ N, 3° 32′ 46,64″ E |                                                                     |                                                       |                                                       |                 |                                                |               |                       |       |                     |
| Image manquante.                                                      | Pont de la D 269                                                    | Val-d'Aigoual - Col de Prat Peirot                    | Val-d'Aigoual                                         |                 | 44° 06′ 49,51″ N, 3° 32′ 56,69″ E Alt. 1 369 m | Pont à voûtes | D 269                 |       |                     |
| Image manquante.                                                      | Pont de Mas Méjean                                                  | Val-d'Aigoual                                         | Val-d'Aigoual                                         |                 | 44° 05′ 24,84″ N, 3° 35′ 24,22″ E Alt. 463 m   | Pont à voûtes | Chemin vicinal        |       |                     |
| Image manquante.                                                      | Pont de la Pénarié                                                  | Val-d'Aigoual                                         | Val-d'Aigoual                                         |                 | 44° 05′ 18,49″ N, 3° 35′ 46,71″ E Alt. 442 m   | Pont à voûtes | Chemin vicinal        |       |                     |
| Image manquante.                                                      | Pont de Villeméjane                                                 | Val-d'Aigoual - Canut                                 | Val-d'Aigoual                                         |                 | 44° 05′ 12,92″ N, 3° 36′ 05,82″ E Alt. 425 m   | Pont à voûtes | D 387                 |       |                     |
| Image manquante.                                                      | Pont du Prat de l'Issert                                            | Val-d'Aigoual                                         | Val-d'Aigoual                                         |                 | 44° 05′ 09″ N, 3° 36′ 41,14″ E Alt. 408 m      | Pont à voûtes | D 986                 |       |                     |
| Image manquante.                                                      | Pont de Combe de Pateau                                             | Val-d'Aigoual - Camp Blas                             | Val-d'Aigoual                                         |                 | 44° 05′ 03,13″ N, 3° 36′ 59,41″ E Alt. 397 m   | Pont à voûtes | Chemin vicinal        |       |                     |
| Image manquante.                                                      | Pont Neuf                                                           | Val-d'Aigoual                                         | Val-d'Aigoual                                         |                 | 44° 04′ 55,7″ N, 3° 37′ 19,94″ E Alt. 386 m    | Pont à voûtes | D 986                 |       |                     |
| Image manquante.                                                      | Pont de la Chapelle                                                 | Val-d'Aigoual                                         | Val-d'Aigoual - Pont Neuf                             |                 | 44° 04′ 55,07″ N, 3° 37′ 32,53″ E Alt. 377 m   | Pont à voûtes | Chemin vicinal        |       |                     |
| Image manquante.                                                      | Pont de Roc Noir                                                    | Val-d'Aigoual                                         | Val-d'Aigoual - Château des Angliviels                |                 | 44° 04′ 57,3″ N, 3° 37′ 53,11″ E Alt. 363 m    | Pont à voûtes | Chemin vicinal        |       |                     |
| Image manquante.                                                      | Pont de la Grange                                                   | Val-d'Aigoual                                         | Val-d'Aigoual                                         |                 | 44° 04′ 53,08″ N, 3° 38′ 04,28″ E Alt. 358 m   | Pont à voûtes | Chemin vicinal        |       |                     |
| Image manquante.                                                      | Pont du chemin du Mas Mouret                                        | Val-d'Aigoual                                         | Val-d'Aigoual                                         |                 | 44° 04′ 51,68″ N, 3° 38′ 17,52″ E Alt. 355 m   | Pont à voûtes |                       |       |                     |
| Image manquante.                                                      | Pont de la rue du vieux pont                                        | Val-d'Aigoual                                         | Val-d'Aigoual - Pont Neuf                             |                 | 44° 04′ 51,07″ N, 3° 38′ 26,4″ E Alt. 355 m    | Pont à voûtes |                       |       |                     |
| Image manquante.                                                      | Pont de la rue du Château                                           | Val-d'Aigoual                                         | Val-d'Aigoual                                         |                 | 44° 04′ 50,07″ N, 3° 38′ 33,01″ E Alt. 350 m   | Pont à voûtes |                       |       |                     |
| Image manquante.                                                      | Pont de la Bessède                                                  | Val-d'Aigoual                                         | Val-d'Aigoual - Moulin de la Bessède                  |                 | 44° 04′ 44,33″ N, 3° 39′ 11,6″ E Alt. 338 m    | Pont à voûtes | D 348                 |       |                     |
| Image manquante.                                                      | Pont du Chinier                                                     | Val-d'Aigoual                                         | Val-d'Aigoual                                         |                 | 44° 04′ 38,05″ N, 3° 39′ 38,66″ E Alt. 331 m   | Pont à voûtes | D 986                 |       |                     |
| Image manquante.                                                      | Pont de la Clée de Pébère                                           | Val-d'Aigoual                                         | Val-d'Aigoual - L'Ayrolle                             |                 | 44° 04′ 24,53″ N, 3° 40′ 16,08″ E Alt. 318 m   | Pont à voûtes | Chemin vicinal        |       |                     |
| Image manquante.                                                      | Pont du Gasquet                                                     | Val-d'Aigoual, anciennement Notre-Dame-de-la-Rouvière | Val-d'Aigoual, anciennement Valleraugue               |                 | 44° 03′ 32,91″ N, 3° 41′ 05,47″ E Alt. 293 m   | Pont à voûtes | D 986                 |       |                     |
| Image manquante.                                                      | Pont Coiric                                                         | Val-d'Aigoual, anciennement Notre-Dame-de-la-Rouvière | Val-d'Aigoual, anciennement Notre-Dame-de-la-Rouvière |                 | 44° 02′ 55,11″ N, 3° 41′ 25,78″ E Alt. 283 m   | Pont à voûtes | D 323                 |       |                     |
| Image manquante.                                                      | Pont du Moulin de la Barraque                                       | Saint-André-de-Majencoules - Barbudes Les Pauses      | Saint-André-de-Majencoules                            |                 | 44° 02′ 41,28″ N, 3° 40′ 34,88″ E Alt. 252 m   | Pont à voûtes | Chemin vicinal        |       |                     |
| Image manquante.                                                      | Pont des Pradens                                                    | Saint-André-de-Majencoules - La Borie                 | Saint-André-de-Majencoules                            |                 | 44° 02′ 18,38″ N, 3° 40′ 22,08″ E Alt. 254 m   | Pont à voûtes | Chemin vicinal        |       |                     |
| Image manquante.                                                      | Pont de Peyregrosse                                                 | Saint-André-de-Majencoules - Peyregrosse              | Saint-André-de-Majencoules - Les Tronquisses          |                 | 44° 01′ 59,53″ N, 3° 40′ 43,22″ E Alt. 237 m   | Pont à voûtes | D 420                 |       |                     |
| Image manquante.                                                      | Pont de la Prade                                                    | Saint-André-de-Majencoules - La Prade                 | Saint-André-de-Majencoules - Le Villaret              |                 | 44° 01′ 23,99″ N, 3° 41′ 06,37″ E Alt. 219 m   | Pont à voûtes | D 355                 |       |                     |
| Image manquante.                                                      | Pont de la Clauzelle                                                | Saint-André-de-Majencoules - La Clauzelle             | Sumène - La Corcone                                   |                 | 44° 00′ 52,97″ N, 3° 40′ 50,95″ E Alt. 214 m   | Pont à voûtes | Chemin vicinal        |       |                     |
| Image manquante.                                                      | Pont de Servaret                                                    | Saint-André-de-Majencoules - Le Trescap               | Sumène - Mas de Servaret                              |                 | 44° 00′ 35,64″ N, 3° 40′ 49,29″ E Alt. 208 m   | Pont à voûtes | Chemin vicinal        |       |                     |
| Image manquante.                                                      | Pont de la Nougarède                                                | Saint-André-de-Majencoules - Le Prat                  | Sumène - Mas de la Lègue                              |                 | 44° 00′ 20,14″ N, 3° 40′ 29,5″ E Alt. 193 m    | Pont à voûtes | Chemin vicinal        |       |                     |
| Image manquante.                                                      | Pont de l'ancienne ligne ferroviaire de la ligne du Vigan à Quissac | Saint-André-de-Majencoules - Pont d'Hérault           | Sumène                                                |                 | 43° 59′ 53,07″ N, 3° 40′ 40,5″ E Alt. 184 m    | Pont à voûtes | Chemin vicinal        |       |                     |
| Image manquante.                                                      | Pont d'Hérault                                                      | Saint-André-de-Majencoules                            | Sumène                                                |                 | 43° 59′ 45,61″ N, 3° 40′ 39,87″ E Alt. 179 m   | Pont à voûtes | Avenue du Vigan D 999 |       |                     |
| Pont de Selle.                                                        | Pont de la Celle                                                    | Roquedur - La Celle                                   | Sumène                                                |                 | 43° 59′ 30,94″ N, 3° 41′ 02,83″ E Alt. 169 m   | Pont à voûtes | D 291                 |       |                     |
| Pont de la cascade d'Aiguefolle.                                      | Pont de la cascade d'Aiguefolle                                     | Saint-Julien-de-la-Nef                                | Saint-Julien-de-la-Nef                                |                 | 43° 57′ 55,65″ N, 3° 41′ 14,71″ E Alt. 164 m   | Pont à voûtes | D 349                 |       |                     |
| Sortie du département du Gard -43° 57′ 13,63″ N, 3° 41′ 08,34″ E      |                                                                     |                                                       |                                                       |                 |                                                |               |                       |       |                     |

### Ponts dans ledépartement de l'Hérault
| Image                                                                    | Pont                                     | Rive droite               | Rive gauche              | Longueur totale | Localisation et altitude                     | Type du pont               | Route / voie ferrée             | Année        | Monument historique |
| ------------------------------------------------------------------------ | ---------------------------------------- | ------------------------- | ------------------------ | --------------- | -------------------------------------------- | -------------------------- | ------------------------------- | ------------ | ------------------- |
| Entrée dans le département du Hérault -43° 57′ 13,63″ N, 3° 41′ 08,34″ E |                                          |                           |                          |                 |                                              |                            |                                 |              |                     |
| Image manquante.                                                         | Pont Vieux                               | Cazilhac                  | Ganges                   |                 | 43° 55′ 55,25″ N, 3° 42′ 07,01″ E Alt. 141 m | Pont à voûtes              |                                 |              |                     |
| Image manquante.                                                         | Pont Neuf                                | Cazilhac                  | Ganges                   |                 | 43° 55′ 50,43″ N, 3° 42′ 10,31″ E Alt. 141 m | Pont à voûtes              | D 4                             |              |                     |
| Image manquante.                                                         | Pont de la route de Brissac              | Agonès - Valrac           | Saint-Bauzille-de-Putois | 120 m           | 43° 53′ 25,33″ N, 3° 43′ 53,85″ E Alt. 116 m | Pont suspendu              | D 108                           | 1865         |                     |
| Pont de Saint-Étienne d'Issensac.                                        | Pont de Saint-Étienne d'Issensac         | Brissac                   | Brissac - Issensac       |                 | 43° 50′ 38,58″ N, 3° 42′ 03,6″ E Alt. 105 m  | Pont à voûtes              | D 1                             | XIVe siècle  | 1948.               |
| Image manquante.                                                         | Pont du Moulin de Bertrand               | Causse-de-la-Selle        | Saint-Martin-de-Londres  |                 | 43° 48′ 17,15″ N, 3° 39′ 53,23″ E Alt. 89 m  | Pont à voûtes              | D 122                           |              |                     |
|                                                                          | Passerelle du barrage de Belbezet        | Saint-Guilhem-le-Désert   | Puéchabon                |                 | 43° 44′ 38,31″ N, 3° 33′ 50,59″ E Alt. 63 m  | Barrage                    | Proche de la D 4                |              |                     |
| Image manquante.                                                         | Pont du canal de Gignac                  | Saint-Jean-de-Fos         | Aniane                   |                 | 43° 42′ 33″ N, 3° 33′ 20,49″ E Alt. 53 m     | Pont-canal                 | Pont latéral au canal de Gignac |              |                     |
| Pont de Saint-Jean-de-Fos à Saint-Guilhem-le-Désert.                     | Pont de la route de Saint-Guilhem        | Saint-Jean-de-Fos         | Aniane                   |                 | 43° 42′ 28,75″ N, 3° 33′ 25,74″ E Alt. 48 m  | Pont à voûtes              | D 27                            |              |                     |
| Pont du Diable.                                                          | Pont du Diable                           | Saint-Jean-de-Fos         | Aniane                   |                 | 43° 42′ 27,45″ N, 3° 33′ 26,41″ E Alt. 47 m  | Pont à voûtes              | Chemin communal                 | XIe siècle   | 1935.               |
|                                                                          | Passerelle du barrage de la Meuse        | Saint-Jean-de-Fos         | Gignac                   |                 | 43° 39′ 49,58″ N, 3° 33′ 26,99″ E Alt. 35 m  | Barrage                    | Proche de la D 32               |              |                     |
| Pont de la route de Gignac.                                              | Pont de la route de Gignac               | Lagamas                   | Gignac                   | 100 m           | 43° 39′ 49,79″ N, 3° 32′ 15,45″ E Alt. 31 m  | Pont suspendu              | D 9                             | 1899         | 1976.               |
| Pont de Gignac.                                                          | Pont de Gignac                           | Saint-André-de-Sangonis   | Gignac                   | 174,76 m        | 43° 39′ 13,11″ N, 3° 32′ 08,87″ E Alt. 32 m  | Pont à voûtes              | D 619 ou N 109                  | 1776 et 1807 | 1963.               |
| Pont du Languedoc.                                                       | Pont du Languedoc                        | Saint-André-de-Sangonis   | Gignac                   |                 | 43° 39′ 06,77″ N, 3° 32′ 04,93″ E Alt. 35 m  | Pont mixte acier-béton     | A750                            |              |                     |
| Image manquante.                                                         | Pont de Carabottes                       | Saint-André-de-Sangonis   | Gignac                   |                 | 43° 38′ 06,23″ N, 3° 30′ 54,42″ E Alt. 25 m  | Pont mixte acier-béton     | Chemin vicinal                  |              |                     |
| Pont suspendu de Canet.                                                  | Pont de Canet                            | Canet                     | Le Pouget                |                 | 43° 35′ 51,39″ N, 3° 29′ 34,6″ E Alt. 23 m   | Pont suspendu              | Avenue du Pont D 2              |              |                     |
| Image manquante.                                                         | Pont de l'ancienne ligne ferroviaire     | Paulhan - Gare de Paulhan | Campagnan                |                 | 43° 32′ 44,39″ N, 3° 28′ 47,29″ E Alt. 23 m  | Pont à voûtes              |                                 |              |                     |
| Image manquante.                                                         | Pont de la route de Campagnan            | Paulhan                   | Campagnan                |                 | 43° 32′ 17,58″ N, 3° 28′ 43,04″ E Alt. 22 m  | Pont à voûtes              | D 30                            |              |                     |
| Pont de Montagnac vu depuis la rive droite.                              | Pont de Montagnac                        | Pézenas                   | Aumes                    | 110 m           | 43° 28′ 29,06″ N, 3° 26′ 43,92″ E Alt. 12 m  | Pont à voûtes              | D 613                           | 1824         |                     |
| Image manquante.                                                         | Pont de Pailhès                          | Pézenas                   | Pézenas                  | 100 m           | 43° 26′ 57,35″ N, 3° 26′ 10,92″ E Alt. 12 m  | Pont mixte acier-béton     | D 32E5                          | 1856         |                     |
| Passerelle du domaine de l'île.                                          | Passerelle du domaine de l'île           | Saint-Thibéry             | Saint-Thibéry            |                 | 43° 23′ 54,3″ N, 3° 25′ 22,63″ E Alt. 9 m    | Pont suspendu              | Chemin vicinal                  | 1922         |                     |
| Pont romain.                                                             | Pont romain (Restes du)                  | Saint-Thibéry             | Saint-Thibéry            |                 | 43° 23′ 34,6″ N, 3° 25′ 58,54″ E Alt. 9 m    | Pont à voûtes              | Chemin vicinal                  | Antiquité    | 1862.               |
| Pont entre Florensac et Saint-Thibéry.                                   | Pont de la route de Florensac            | Florensac                 | Florensac                |                 | 43° 23′ 02,71″ N, 3° 26′ 48,14″ E Alt. 9 m   | Pont à voûtes              | D 18                            |              |                     |
| Pont permettant à l'autoroute A9 de franchir l'Hérault.                  | Pont de l'autoroute de la Languedocienne | Bessan                    | Florensac                |                 | 43° 22′ 38,33″ N, 3° 26′ 16,11″ E Alt. 8 m   | Pont en béton précontraint | A9                              |              |                     |
| Pont sur l'Hérault.                                                      | Pont de la route de Marseillan           | Bessan                    | Bessan                   | 80 m            | 43° 21′ 33,77″ N, 3° 26′ 07,48″ E Alt. 7 m   | Pont en arc                | D 28                            | 1862         |                     |
| Pont du chemin de fer.                                                   | Pont du chemin de fer                    | Agde                      | Agde                     |                 | 43° 19′ 05,95″ N, 3° 28′ 22,18″ E Alt. 5 m   | Pont mixte acier-béton     | Ligne de Bordeaux à Sète        |              |                     |
| Pont des Maréchaux.                                                      | Pont des Maréchaux                       | Agde                      | Agde                     |                 | 43° 18′ 53,78″ N, 3° 28′ 09,36″ E Alt. 3 m   | Pont à voûtes              | D 912                           |              |                     |
| Pont de la rocade sur l'Hérault.                                         | Pont sur l'Hérault                       | Agde                      | Agde                     | 260 m environ   | 43° 18′ 01,76″ N, 3° 27′ 47,38″ E Alt. 2 m   | Pont mixte acier-béton     | D 612                           | 1976         |                     |
| Mer Méditerranée -43° 16′ 48,39″ N, 3° 26′ 35,67″ E                      |                                          |                           |                          |                 |                                              |                            |                                 |              |                     |

## Source et références
Source
- [PDF] « Synthèse des ponts dans la région du Languedoc », sur art-et-histoire.com, 8 novembre 2008 (consulté le 28 février 2019), p. 75

Références
1. ↑  Synthèse des ponts dans la région du Languedoc, p. 71.
2. 1 2  « Pont de Saint-Etienne d'Issensac », notice no PA00103399, sur la plateforme ouverte du patrimoine, base Mérimée, ministère français de la Culture (consulté le 25 février 2019)
3. 1 2  « Pont du Diable », notice no PA00103697, sur la plateforme ouverte du patrimoine, base Mérimée, ministère français de la Culture (consulté le 24 février 2019)
4. 1 2  « Pont de la route de Gignac », notice no IA00028987, sur la plateforme ouverte du patrimoine, base Mérimée, ministère français de la Culture (consulté le 25 février 2019)
5. 1 2  « Pont de Gignac », notice no IA00028910, sur la plateforme ouverte du patrimoine, base Mérimée, ministère français de la Culture (consulté le 25 février 2019)
6. ↑  Synthèse des ponts dans la région du Languedoc, p. 34.
7. ↑  Synthèse des ponts dans la région du Languedoc, p. 51.
8. ↑  Pont de Pailhès sur Structurae, consulté le 28 février 2019.
9. ↑  Synthèse des ponts dans la région du Languedoc, p. 59.
10. 1 2  « Restes du pont romain », notice no PA00103715, sur la plateforme ouverte du patrimoine, base Mérimée, ministère français de la Culture (consulté le 25 février 2019)
11. ↑  Synthèse des ponts dans la région du Languedoc, p. 19.
12. ↑  « Pont de la déviation d'Agde (Agde, 1976) », sur Structurae (consulté le 12 décembre 2024)